# USB扇風機

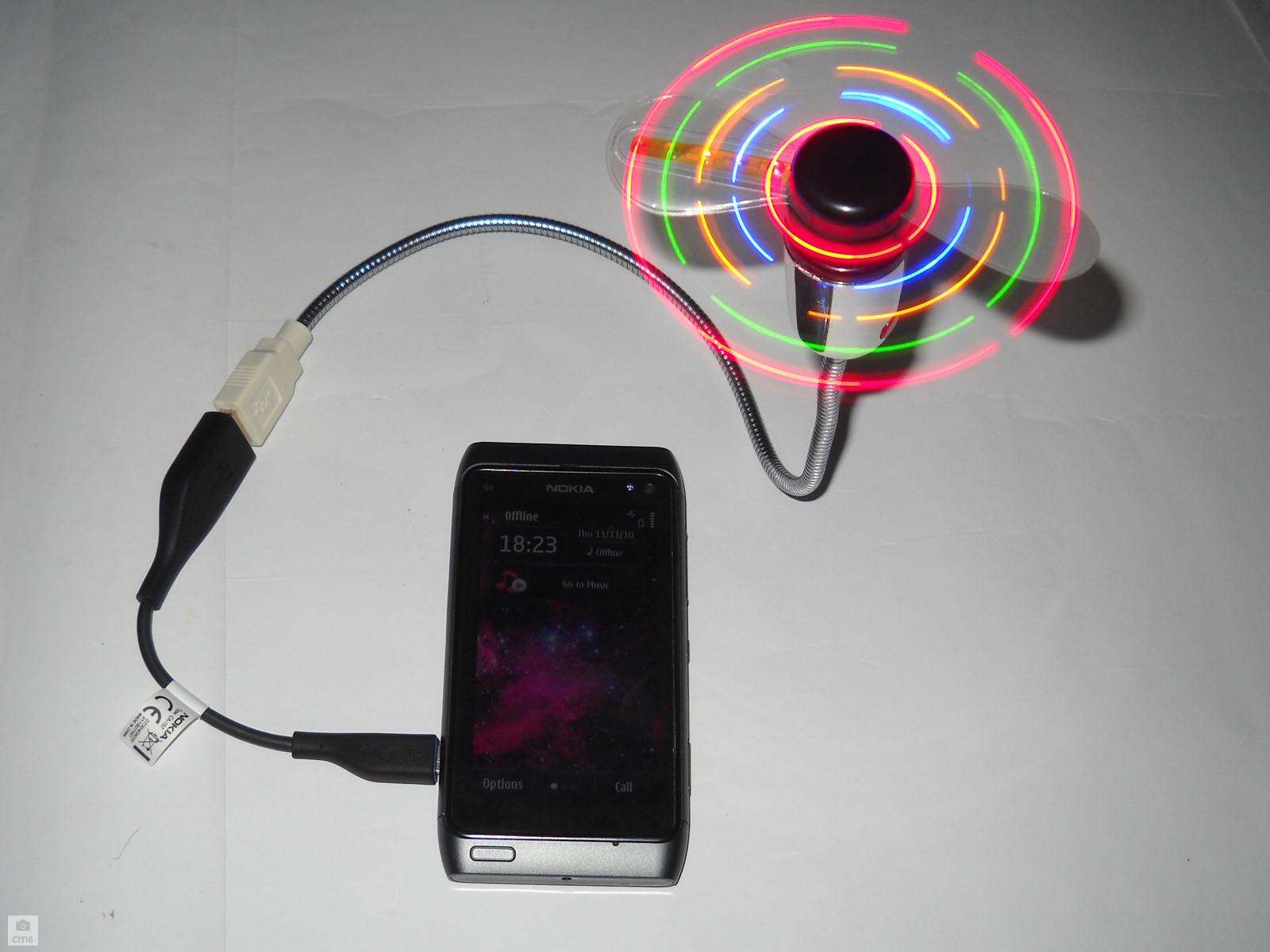
USB扇風機がついたスマートフォン

USB扇風機（ユーエスビーせんぷうき）は、パーソナルコンピュータ（パソコン）に搭載されているUSBポートから電源を供給して卓上で使用する小型の扇風機。パソコンのUSBポートは電源供給の機能を備えており、周辺機器への電力供給用の端子としての使用も可能なことから、扇風機をこのポートに接続して電源を得るものである。

## 概要
USB規格が一般化し始めた2000年前後に登場し、2005年のクール・ビズキャンペーンによって各企業が室内の冷房を弱目にすることが多くなったことから、職場での個人用卓上の空調装置として徐々に普及し始めた。
パソコンさえあれば電源が得られることや、安価な物なら実売価格数百円、高価な物でも数千円程度と、個人でも手軽に買える価格帯であること、小型のために机の上に置いても仕事の邪魔にならないことなどの特長が、普及を助ける要因となっている。自分が涼む以外にも、パソコン本体を冷やす目的にも使用できる。
欠点としては、全動力をUSBからの給電に頼っているという制約上、風量がそれほど大きくないことや、一般的な扇風機では当然の機能が省かれていることが多い、などの点が挙げられる。小型で、風量調節はせいぜい強・弱の2段階の切替程度であり、自動首振り機能をもつ製品も少ない。また、構造が単純化されているため、モーターの駆動音やファンの風切り音が予想外に騒々しい場合もある。
こうした騒音の問題や、体臭が広まる、冷え性の女性にとっては近くの者の使用する扇風機の風が辛い、などの理由により、USB扇風機に否定的な意見もある。情報セキュリティを理由としてUSBポートに私物の接続禁止としての措置、または節電などの理由により、USB扇風機の使用を禁止する企業も存在する。もっとも節電については、USB扇風機の消費電力はUSBの規格で最大2.5ワット、駆動開始時の突入電流を考慮しても2ワット以下と推測され、リビング用の扇風機と比較しても10分の1以下のため、極めて省エネだとする意見もある。

## 歴史
Impress Watchによれば、一般に登場した最初のUSB扇風機は、2001年にイーレッツ株式会社から発売された卓上扇風機とされる。これは乾電池で駆動する玩具の扇風機を改造したものであり、元が玩具ゆえにモーターは模型用で、動作音も大きめ、首振り機能もないなど、諸々の問題を孕んだままの商品であった。
2006年頃には、大手の周辺機器メーカーだけでも20種類以上の製品が登場したことでUSB扇風機は珍しくなくなり、メーカーごとに仕様も多様化するようになった。しかし、この当時の商品は乾電池式扇風機をUSBの電源でも駆動可能としたものが主であり、乾電池収納の都合上から筐体が大きめであることや、USB扇風機ならではの特徴も少なかったことから、店頭の主力商品とは言いがたく、安価で面白さとささやかな涼しさを楽しむ程度に留まっていた。
2010年代に入ると、クール・ビズによって各企業で職場内の冷房が節約されたり、残業を減らすために定時以降の空調設備を停止する職場が増え始めたことから、パソコンの設置された職場ならほぼ確実に電源が確保できるとし、従業員が個人用の空調設備としてUSB扇風機を備えるケースが多くなった。家電量販店でも、夏季には特設コーナーを設けるなどして拡販に取り組むようになった。この当時、市場にはすでに乾電池駆動を前提とせず、電源をUSB給電のみに限定したタイプが登場しており、乾電池収納が不要である分だけ筐体自体の小型化が可能となった。また、当初はUSBポートに直結するフレキシブルタイプ（#ギャラリーを参照）が主流の一角を担っていたが、後にこのタイプは入門用として位置づけられ、代わって据置タイプが主流となった。自動首振り機能を備えたものなど高機能化が進み、動作音の静かなもの、風の強いものなど、用途に応じた商品の選択も可能となったほか、パソコンショップだけでなく家電量販店の周辺機器コーナーでも販売されるようになった。
2011年には、東北地方太平洋沖地震（東日本大震災）および東京電力・福島第一原子力発電所での事故による電力事情悪化にともなって節電が推奨され、大量の電力を消費する冷房がそれまで以上に敬遠されるようになったことからUSB扇風機が例年よりさらに人気を集め、一部では品薄状態ともいわれた。店舗側では例年より広めの売り場を設けるケースもあり、各所で節電が叫ばれる中、手軽に涼しさを楽しめるグッズとして注目商品となった。
一方で、体臭の拡散や騒音、電力消費等の問題点から、使用を禁止する企業もある。一例として髙島屋では情報管理上の問題からUSB扇風機の使用を禁じ、麒麟麦酒でも2012年から個人の扇風機の利用を禁止している。こうした風潮に対し、クールビズを推進する環境省地球温暖化対策課国民生活対策室は「扇風機には効率的に風を回す役目もあり、一律禁止は求めていない。職場の事情に合った施策を考えて組み合わせるのが大切」との意見を述べている。

## ギャラリー

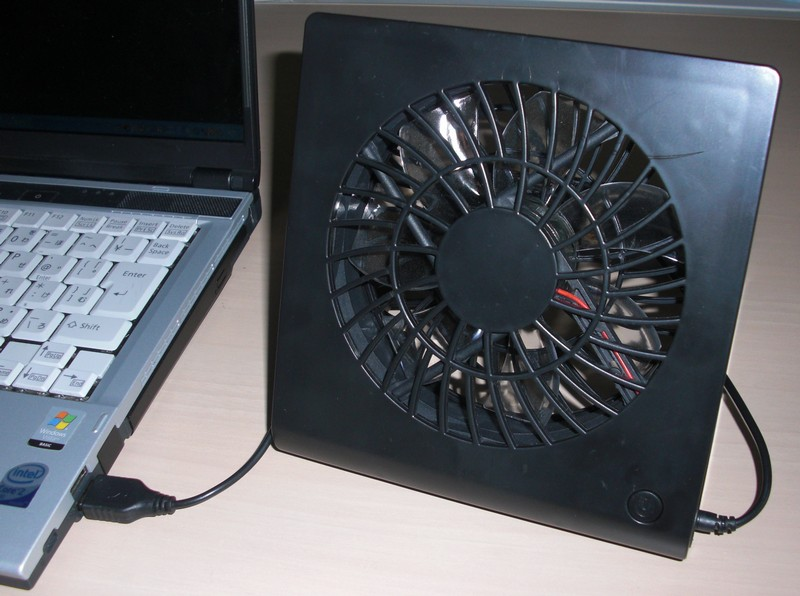
USB扇風機の例
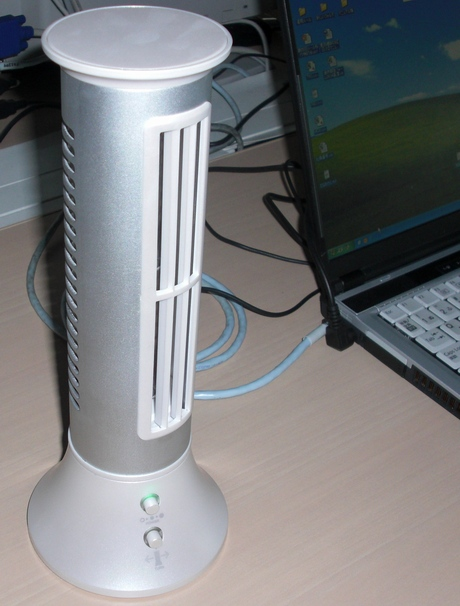
自動首振り機能を備えたUSB扇風機
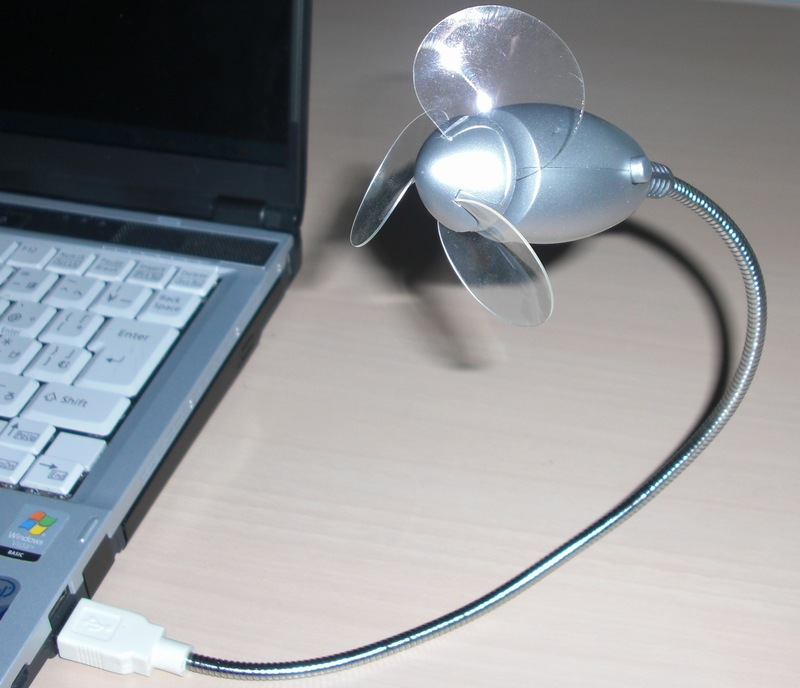
USBポートに直結するフレキシブルタイプのUSB扇風機